# Peter Hagenbach
Peter Hagenbach (auch Peter Hagembach, Pere Hagenbach, Pedro Hagenbach; * 15. Jahrhundert; † 1502) war ein deutscher Buchdrucker der Renaissance, der in Valencia und Toledo wirkte.

## Leben und Werk
Peter Hagenbach war von 1493 bis 1495 zunächst zusammen mit Leonhard Hutz in Valencia tätig. Ende des Jahres 1497 verlegte er seinen Wirkungsort nach Toledo, wo er ab April des Folgejahres seine ersten Toledaner Drucke herausbrachte. Wahrscheinlich veranlasste der italienische Kaufmann Melchor Gorricio auf Wunsch des Erzbischofs und späteren Kardinal Cisneros diesen Wirkortwechsel nach Toledo. Gorricio war der Financier der meisten Drucke Hagenbachs, darunter auch das Missale Toletanum und das Missale Mozarabicum. Hagenbach druckte vorwiegend religiöse Werke. 1495 hatte er zusammen mit Leonhard Hutz die Ars musicorum von Guillem Despuig in Valencia verlegt.
Peter Hagenbach war einer der zahlreichen deutschen Drucker, die in der zweiten Hälfte des 15. Jahrhunderts die Druckkunst in Spanien und Portugal verbreiteten.